# Immanuel Pherai
Immanuel Pherai (Países Bajos, 25 de abril de 2001) es un futbolista neerlandés. Juega de centrocampista y su equipo es el Hamburgo S. V. de la 1. Bundesliga de Alemania.

## Trayectoria
El 22 de junio de 2022, Pherai firmó un contrato de dos años con el Eintracht Braunschweig en la 2. Bundesliga. En julio de 2023 se hizo oficial su traspaso al Hamburgo S.V. donde firmó un contrato de larga duración.

## Clubes
| Club                   | País         | Año       |
| ---------------------- | ------------ | --------- |
| Jong AZ                | Países Bajos | 2017-2020 |
| Borussia Dortmund      | Alemania     | 2020-2021 |
| PEC Zwolle (cedido)    | Países Bajos | 2020-2021 |
| Borussia Dortmund II   | Alemania     | 2021-2022 |
| Eintracht Braunschweig | Alemania     | 2022-2023 |
| Hamburgo S. V.         | Alemania     | 2023-     |